# گری دوردان
گری دوردان (انگلیسی: Gary Dourdan؛ زادهٔ ۱۱ دسامبر ۱۹۶۶) یک هنرپیشه اهل ایالات متحده آمریکا است. وی از سال ۱۹۹۱ میلادی تاکنون مشغول فعالیت بوده‌است. 
از فیلم‌ها یا برنامه‌های تلویزیونی که وی در آن نقش داشته است می‌توان به سی‌اس‌آی، بیگانه: رستاخیز، بازی خدا، کاملاً غریبه و صفر اشاره کرد.